# Rose Hill Acres (Teksas)
Rose Hill Acres je grad u američkoj saveznoj državi Teksas. Prema popisu stanovništva iz 2010. u njemu je živjelo 441 stanovnika.